# Ramon Carreras i Pons
Ramón Carreras i Pons (la Jonquera, 2 de febrer de 1893 - Còrdova, 1971) fou un mestre i polític català.
Va ser catedràtic de matemàtiques a l'Escola Normal de Magisteri de Còrdova i membre actiu de la maçoneria cordovesa a través de la Lògia Turdetania. Va ser diputat provincial pel districte electoral de Còrdova en l'última corporació provincial del regnat d'Alfons XIII que va presidir Miguel Cañas Vallejo.
Va ser President de la Comissió Directora interina de la Diputació Provincial de Còrdova, nomenada després de proclamar la Segona República, per un temps breu: des del 15 d'abril al 2 de maig de 1931. Posteriorment va ser diputat a les Corts Constituents en representació de Còrdova pel Partit Republicà Radical, comissari general de Catalunya entre octubre de 1933 i gener de 1935 i, com a home de confiança de Portela Valladares, governador civil de Sevilla (del 20 al 31 de desembre de 1935) i de Saragossa (del 2 de gener al 22 de febrer de 1936).
Ramon Carreras va romandre a Catalunya durant la Guerra Civil. A la seva conclusió va ser empresonat a la Jonquera el 15 de juny de 1939 per la dictadura franquista. Quatre dies després va ser traslladat a Còrdova on va romandre fins a ser enviat a la presó de Girona a l'agost de 1941, essent condemnat per pertinença a la maçoneria. Un cop excarcerat va ser privat de la seva càtedra. Quan va sortir de presó es va dedicar a la docència particular en diverses acadèmies de Còrdova fins a la seva mort.